# Подножка (борьба)
Подножка — бросок в спортивной борьбе, выполняемый за счёт того, что атакующий борец ставит свою ногу сзади, сбоку или спереди ног противника, образуя таким образом препятствие, блокирует передвижение ног противника и переносит центр тяжести противника через подставленную ногу рывком или толчком.
Подножки проводятся как под обе ноги противника, так и под одну ногу. Если правила того или иного вида борьбы допускают проведение приёма с последующим падением или проведение приёма с колена, подножка может быть проведена соответствующим образом. Чаще всего подножке предшествует предварительное выведение соперника из равновесия. От иных бросков подножки отличает тот факт, что при проведении приёма в большинстве случаев атакующий касается ковра обеими ногами. Впрочем, как правило, к разновидности подножек относят и отхваты, при которых рабочая нога атакующего не является только пассивным препятствием для передвижения противника, а напротив, активно участвует в проведении приёма и не касается ковра.
Подножки могут применяться как самостоятельный приём, как контрприём, и как часть комбинации приёмов (атакующей или контратакующей).
Поскольку разновидностей подножек много и они весьма существенно отличаются друг от друга, то общих благоприятных  положений соперника для проведения подножки выявить невозможно. Так, например, для проведения задней подножки благоприятной возможностью является движение противника назад, с переносом центра тяжести на пятки, соответственно, для передней подножки - вперёд движение противника на атакующего, с переносом центра тяжести на носки, с выставлением ноги и тому подобное. То же самое касается и подготовки к проведению подножек: например для задней подножки это осаживание противника на одну и на обе ноги, заведение противника, поворот туловища до скрещения ног, 
поворот противника или вызов отставления ноги противника. Общие способы защиты от подножек те же самые, что и для любых других приёмов - правильное перемещение по ковру, сохранение равновесия, борьба за захват; конкретный способ защиты от подножки зависит от вида проводимого приёма, например против передней подножки могут проводиться задняя подножка, подбив и другие контрприёмы.

## Общие разновидности подножек
- Задняя подножка. При её проведении, атакующий ставит свою ногу со стороны одноимённой ноги противника позади ноги (ног), и толчком перебрасывает противника назад. Чаще всего проводится в виде отхвата, то есть атакующий совершает дополнительное движение ногой на себя, в сторону, противоположную толчку[2];
- Передняя подножка. Атакующий, выводя противника из равновесия на себя, развернувшись, ставит ногу впереди ног противника и рывком перебрасывает его через ногу[2];
- Боковая подножка. Принципиально не отличается от передней подножки, при меньшем развороте, нога атакующего ставится сбоку одноимённой ноги противника[2];
- Задняя подножка на пятке, в сленге «посадка». Атакующий, находясь сбоку от соперника, ставит выпрямленную ногу позади ног соперника на пятку, стопой вверх. В подавляющем большинстве случаев производится в приседе и в последующем падении. Часто используется как контрприём[2];

- Передняя подножка на пятке. Атакующий, одновременно с присаживанием и падением на спину, ставит выпрямленную ногу на пятку, стопой вверх впереди ног соперника, и скручивая, рывком перебрасывает того через ногу. Всегда проводится в падении[2];
- Боковая подножка на пятке. В одном варианте принципиально не отличается от передней подножки на пятке, нога ставится не впереди ног противника, а сбоку разноимённой ноги. В другом варианте напротив, принципиально отличается, поскольку ставится сбоку-спереди одноимённой ноги, внешней частью ноги к противнику[2].

## Подножки в дзюдо
В дзюдо большая часть подножек, исключая переднюю, относятся к группе бросков, для которых преимущественно используются ноги. (Аси вадза). Подножки в дзюдо более детализированы и включают в себя:
- О-Сото Гари (отхват), задняя подножка под одну ногу с подбивом ноги противника снаружи;
- О-Сото Гурума (отхват под две ноги), задняя подножка под обе ноги с подбивом ног противника снаружи;
- О-Сото Отоси, собственно, задняя подножка под одну ногу. В дзюдо атакующая нога не касается татами;
- О-Сото Гаэси, контрприём, задняя подножка против задней подножки;
- Тани Отоси, задняя подножка на пятке, посадка;
- Уки Вадза, передняя подножка на пятке с падением на бок;
- Ёко Отоси, боковая подножка на пятке;
- Ёко Вакарэ, боковая подножка на пятке под одноимённую ногу.

В России под подножками также понимают ряд бросков, отнесённых в дзюдо в категорию бросков, для которых преимущественно используются руки (Тэ вадза).
- Тай Отоси, передняя подножка;
- Сэой Отоси, передняя подножка с колена.

К подножкам в известной степени также можно отнести такие приёмы, как. 
- Тама Гурума, боковая или передняя подножка на пятке, при которой атакующий осуществляет помощь рукой;
- Удэ Гаэси, боковая подножка на пятке под одноимённую ногу, однако производится с большей амплитудой, и таким образом, препятствием служит уже не нога, а туловище атакующего.

Оба эти приёма не входят в официальный перечень приёмов дзюдо, утверждённый Кодоканом.

## Подножки в самбо
В целом, применение подножек в самбо не отличается от применения их в дзюдо. Тем не менее, самбо допускает больше вариантов различных захватов, в связи с этим арсенал подножек в самбо будет больше. Кроме того, ряд комбинаций, проводимых в самбо, не могут быть по правилам дзюдо, действующим с 2010 года, проведены. Так, например, в дзюдо не может быть проведена задняя подножка с захватом ноги, если захват ноги состоялся вперёд действий, направленных на проведение подножки, или не являлся контратакующим действием.

## Подножки в вольной борьбе
Подножки в вольной борьбе разрешены, однако как самостоятельный приём не нашли столь большого применения как в самбо или дзюдо, например потому, что при захвате не за одежду нелегко осуществить вывод из равновесия, необходимый для проведения подножки. 80% приёмов в вольной борьбе, за счёт которых достигается победа, связаны с захватами ноги (ног) противника руками.

## Подножки в греко-римской борьбе
Как и любые приёмы, проводимые с помощью ног, подножки запрещены в греко-римской борьбе.

## Подножки в национальных видах борьбы
Подножки применяются во всех видах национальной борьбы, где разрешены приёмы ногами (чидаоба, кох, хапсагай и др.)